# Jedrska elektrarna
Jedrska elektrarna ali nuklearna elektrarna je elektrarna, podobna termoelektrarni; pri jedrski elektrarni se kot primarni vir toplote namesto premoga, nafte ali plina uporablja jedrski reaktor. Konstrukcijsko je jedrska elektrarna sestavljena iz dveh delov: jedrskega in konvencionalenga dela. 
V jedrskem delu iz energije, ki se sprosti pri cepitvi atomskih jeder, nastaja toplota, ki uparja vodo . Uparjena voda oz. para prenaša toploto na konvencionalni oz. termoelektrarniški del elektrarne, kjer nato para poganja turbino. Naloga turbine je, da iz toplote (pare) proizvaja mehansko energijo (vrtenje rotacija turbine), to pa električni generator pretvori v električno energijo. S tem je postopek pretvorbe jedrske energije v električno energijo zaključen.
Investicija v gradnjo in razgradnjo nuklearne elektrarne je relativno visoka, visoki so tudi stroški skladiščenja izrabljenega jedrskega goriva, medtem ko so samo gorivo in ostali obratovalni stroški relativno nizki. Zaradi stabilnosti proizvodnje se jedrske elektrarne uporablja predvsem za stalno zagotavljanje pokrivanja osnovnih potreb po električni energiji – t.i. »obratovanje v pasu«. Sodobni reaktorji potrebujejo menjavo goriva vsakih 18 mesecev, postopek menjave in hkratnega vzdrževanja vitalnih delov (remont) traja nekaj tednov. Neposredni kazalec izkoriščenosti iz goriva nastale energije v uporabno električno energijo pri jedrskih elektrarnah je približno 90 %; za primerjavo: kazalec izkoriščenosti pri vetrni elektrarni je približno 30 %, pri elektrarni na sončne celice pa 10-20 %. Pri upoštevanju porabe energijo za gradnjo, vzdrževanje in razgradnjo se ti kazalci med viri sicer lahko spremenijo.
Na območju Slovenije deluje ena jedrska elektrarna, Jedrska elektrarna Krško, ki proizvede približno 40 % električne energije. Gre za edino jedrsko elektrarno na področju nekdanje Jugoslavije, ki deluje od leta 1983 in bo po vsej verjetnosti obratovala vse do leta 2043. Zgrajena je bila na podlagi samoupravnega sporazuma med SR Hrvaško in SR Slovenijo, ki sta vsaka vložili polovico sredstev in od zagona tudi po razglasitvi neodvisnih držav prejemata vsaka polovico proizvedene električne energije.

## Uporaba po svetu
| Delujoči reaktorji, gradnja novih reaktorjev Delujoči reaktorji, načrtovanje novogradenj Ni delujočih, novi reaktorji v gradnji Ni delujočih, novi reaktorji v načrtovanju | Delujoči reaktorji, brez sprememb Delujoči reaktorji, razmišlja o zaustavitvi Uporaba jedrske energije za civilne potrebe ni dovoljena Ni reaktorjev |

V svetu je približno 10 % vse električne energije proizvedene v jedrskih elektrarnah, ki obratujejo v 33 državah. Konec leta 2019 je obratovalo skupaj 448 jedrskih reaktorjev. 13 držav je leta 2020 vsaj četrtino električne energije proizvedlo iz jedrske energije. Največji delež jedrske energije v celotni proizvodnji električne energije je imela Francija, kar 70,6 %, nato Slovaška (53,1 %), Ukrajina (51,2 %) in Madžarska (48 %). Medtem ZDA, kjer je največ jedrskih elektrarn na svetu, dobijo le dobrih 20 % električne energije iz svojih 96 jedrskih elektrarn. V zadnjih letih se je najbolj povečal delež proizvodnje iz jedrske energije na Kitajskem.
Količinsko so z naskokom največji proizvajalec ZDA z 789.919 GWh jedrskih kapacitet 2020, sledi Kitajska z 344.746 GWh. Stanje decembra 2020 je: operativnih 448 reaktorjev z neto kapacitetami 397.777 MWe in 54 reaktorjev z neto kapaciteto 61.219 MWe v izgradnji. Od reaktorjev v izgradnji jih je 17 z 18.616 MWe na Kitajskem.
| Država                   | Št. reaktorjev | Št. reaktorjev | Moč Neto skupaj (MWe) | Proizvedena elektrika (GWh) | Delež vse porabljene elektrike | Opombe                                 |
| Država                   | v uporabi      | v izgradnji    | Moč Neto skupaj (MWe) | Proizvedena elektrika (GWh) | Delež vse porabljene elektrike | Opombe                                 |
| ------------------------ | -------------- | -------------- | --------------------- | --------------------------- | ------------------------------ | -------------------------------------- |
| Argentina                | 3              | 1              | 1641                  | 10012,42                    | 7,5%                           |                                        |
| Armenija                 | 1              | 0              | 415                   | 2551,80                     | 34,5%                          |                                        |
| Bangladeš                | 0              | 2              | ni na voljo           | ni na voljo                 | ni na voljo                    |                                        |
| Belorusija               | 1              | 1              | 1110                  | 338,43                      | 1,0                            |                                        |
| Belgija                  | 7              | 0              | 5942                  | 32792,85                    | 39,1%                          |                                        |
| Brazilija                | 2              | 1              | 1884                  | 13244,36                    | 2,1%                           |                                        |
| Bolgarija                | 2              | 0              | 2006                  | 15937,59                    | 40,8%                          |                                        |
| Kanada                   | 19             | 0              | 13624                 | 92166,11                    | 14,6%                          |                                        |
| Kitajska                 | 50             | 14             | 47528                 | 344747,50                   | 4,9%                           |                                        |
| Češka republika          | 6              | 0              | 3934                  | 28371,87                    | 37,3%                          |                                        |
| Finska                   | 4              | 1              | 2794                  | 22354,24                    | 33,9%                          |                                        |
| Francija                 | 58             | 1              | 63130                 | 338670,67                   | 70,6%                          |                                        |
| Nemčija                  | 6              | 0              | 8113                  | 60918,11                    | 11,3%                          | Načrtovano zaprtje do 2022             |
| Madžarska                | 4              | 0              | 1902                  | 15178,67                    | 48,0%                          |                                        |
| Indija                   | 22             | 7              | 6255                  | 40374,37                    | 3,3%                           |                                        |
| Iran                     | 1              | 1              | 915                   | 5792,22                     | 1,7%                           |                                        |
| Japonska                 | 33             | 2              | 31679                 | 43098,63                    | 5,1%                           | Večina reaktorjev trenutno ne obratuje |
| Južna Koreja             | 24             | 4              | 23150                 | 152583,25                   | 29,6%                          |                                        |
| Mehika                   | 2              | 0              | 1552                  | 10864,27                    | 4,9%                           |                                        |
| Nizozemska               | 1              | 0              | 482                   | 3885,68                     | 3,2%                           |                                        |
| Pakistan                 | 5              | 2              | 1318                  | 9638,99                     | 7,1%                           |                                        |
| Romunija                 | 2              | 0              | 1300                  | 10575,07                    | 19,9%                          |                                        |
| Rusija                   | 39             | 2              | 29503                 | 201821,27                   | 20,6%                          |                                        |
| Slovaška                 | 4              | 2              | 1837                  | 14357,19                    | 53,1%                          |                                        |
| Slovenija                | 1              | 0              | 688                   | 6040,85                     | 37,8%                          |                                        |
| Južna Afrika             | 2              | 0              | 1860                  | 11615,60                    | 5,9%                           |                                        |
| Španija                  | 7              | 0              | 7121                  | 55825,26                    | 22,2%                          |                                        |
| Švedska                  | 7              | 0              | 7763                  | 47361,83                    | 29,8%                          |                                        |
| Švica                    | 4              | 0              | 2960                  | 23048,97                    | 32,9%                          | Načrtovano postopno zapiranje          |
| Tajvan                   | 4              | 2              | 3844                  | 30341,92                    | 12,7%                          |                                        |
| Turčija                  | 0              | 2              | ni na voljo           | ni na voljo                 | ni na voljo                    |                                        |
| Ukrajina                 | 15             | 2              | 13107                 | 71549,60                    | 51,2%                          |                                        |
| Združeni arabski emirati | 1              | 3              | 1345                  | 1561,81                     | 1,1%                           |                                        |
| Velika Britanija         | 15             | 2              | 8923                  | 45668,04                    | 14,5%                          |                                        |
| Združene države Amerike  | 96             | 2              | 98152                 | 789918,61                   | 19,7%                          |                                        |
| Svet skupaj              | 448            | 54             | 397,777 MWe           | 2,553 TWh                   |                                |                                        |

### Slovenija
V Sloveniji imamo eno jedrsko elektrarno, Nuklearno elektrarno Krško (NEK), ki se nahaja na levem bregu Save 2 km od Krškega proti Brežicam. Jedrska elektrarna Krško (JEK) ima tlačnovodni reaktor (PWR) ameriške družbe Westinghouse z močjo 696 MW. V sedanjem času sodi med manjše jedrske elektrarne tega tipa.
Priprave na izgradnjo nuklearne elektrarne v Sloveniji so se z raziskavami možnih lokacij pričele že v 1960-ih. Sporazum med slovenskim in hrvaškim elektrogospodarstvom je bil podpisan 1970, z delom pa je elektrarna, katere opremo je dobavilo ameriško podjetje Westinghouse, pričela leta 1983. Zaradi počasnega in dragega prehoda v nizkoogljično družbo ter padajočega deleža samooskrbe z električno energijo Slovenija vedno bolj razmišlja o drugem bloku Jedrske elektrarne Krško (NEK 2; Nuklearna Elektrarna Krško 2) ter morebitnem predčasnem zaprtju Termoelektrarne Šoštanj.

## Vrste oz. tipi jedrskih elektrarn
Obstaja vrsta različnih izvedb jedrskih elektrarn, ki jih v glavnem lahko razdelimo na to, kakšno vrsto goriva, moderatorja (upočasnjevalec nevtronov) in hladila uporabljajo. Tipi jedrskih elektrarn so:
- Tlačnovodni reaktor (PWR, angl. Pressurized Water Reactor) - Moderiran in hlajen z navadno vodo. V reaktorju je tako visok tlak, da voda ne zavre. Toplota se prenaša na sekundarni krog v uparjalniku, kjer nastaja para in poganja turbino. Tudi sovjetski/ruski reaktorji tipa VVER so tlačnovodni reaktorji. Reaktor tega tipa imamo tudi v Nuklearni elektrarni Krško.

- Vrelovodni reaktor (BWR, angl. Boiling Water Reactor) - Moderiran in hlajen z navadno vodo. Voda v reaktorju vre, nastala para poganja turbino.

- Težkovodni reaktor (PHWR, angl. Pressurized Heavy Water Reactor; CANDU, angl. CANada – Deuterium – Uranium) - Moderiran in hlajen s težko vodo. Voda v reaktorju ne vre. Težka voda v uparjalniku greje lahko vodo, nastala para poganja turbino.

- Plinsko hlajeni reaktor (GCR, angl. Gas Cooled Reactor; AGR, angl. Advanced Gas-cooled Reactor; HTGR, angl. High Temperature Gas-cooled Reactor).
- Grafitni vodno hlajeni reaktor (LWGR, angl. Light Water Graphite Reactor) - Moderator je grafit, hladilo pa voda, ki v tlačnih ceveh ob gorivu vre. Ruska kratica teh reaktorjev je RBMK. Reaktor v Černobilu, kjer se je zgodila najhujša jedrska nesreča, je bil tega tipa.
- Hitri oplodni reaktor (FBR, angl. Fast Breeder Reactor) - Moderatorja nima, primarno in sekundarno hladilo je tekoči natrij. Primarno, radioaktivno hladilo v prenosniku toplote oddaja segreva sekundarno hladilno zanko iz (neradioaktivnega) natrija, slednja v uparjalniku uparja vodo, nastala para poganja turbino.

Nekatere redke vrste reaktorjev pa za hladilo uporabljajo kovine, npr. natrij ali svinec:
- Reaktorji IV. generacije (visokotemperaturni reaktor, hitri oplodni-svinčeni reaktor, staljeno solni reaktor, hitri oplodni plinsko hlajeni reaktor, natrijev hitri reaktor, super kritični vodno hlajeni reaktor).[1]

## Glavne komponente jedrske elektrarne[11]
Komponente in sisteme jedrske elektrarne lahko razdelimo na dve veliki skupini, ki ju imenujemo jedrski otok oz. jedrski del in turbinski otok oz. konvencionalni del.

### Jedrski del (sistem za proizvodnjo pare)
Jedrski del sestavljajo primarni sistem, pomožni tekočinski sistemi, električni, instrumentacijski in regulacijski sistemi, ki so potrebni za delovanje primarnega sistema (do sem naštete sisteme včasih imenujemo tudi sistem za proizvodnjo pare) ter sistem za predelavo radioaktivnih odpadkov, sistem za ravnanje z gorivom in ventilacijski sistemi. Glavne komponente teh sistemov so:
Primarni sistem sestavljajo reaktorska posoda, črpalka primarnega hladila s pripadajočimi cevovodi in (v nekaterih tipih reaktorjev) tlačnik. V reaktorski posodi se nahaja sredica reaktorja, ki jo sestavljajo:
- jedrsko gorivo,
- moderator nevtronov,
- hladilo in
- regulacijski sistem.

Varnostni sistemi:
- varovalni sistem reaktorja,
- sistem za zasilno hlajenje sredice,
- zadrževalni hram s svojimi sistemi,
- sistem zasilnih virov električnega napajanja in
- sistem bistvene oskrbovalne vode.

Sistem za ravnanje z gorivom:
- sistem za menjavo goriva,
- bazen za izrabljeno gorivo in
- radioaktivni odpadki.

Nekatere vrste jedrskih elektrarn imajo tudi uparjalnik, ki je meja med jedrskim in konvencionalnim delom jedrske elektrarne.

#### Opis delovanja reaktorja
Osrednji del primarnega sistema je reaktor. V njem poteka kontrolirana verižna jedrska reakcija cepitve jeder. Med atomi, ki so prisotni v naravi, lahko edinole pri najtežjem med njimi, uranu, izzovemo verižno reakcijo cepitve. Pri skoraj vsakem elementu najdemo več vrst atomov, ki se imenujejo izotopi. Tudi naravni uran ima dva glavna izotopa, ki se imenujeta uran-235 in uran-238. Označujemo ju z 235U in 238U. Verižna reakcija lahko poteka le na 235U, katerega je v naravnem uranu zgolj 0.7 %, preostalih 99.3 % pa je 238U. Slednji ni povsem neuporaben, saj iz njega v reaktorju sčasoma nastaja plutonij, ki je prav tako primeren za verižno reakcijo.
V vsakem jedrskem reaktorju je prisotno jedrsko gorivo, ki v veliki večini primerov vsebuje uran (izjemoma tudi umetni element plutonij). Gorivo je lahko narejeno iz naravnega urana ali pa iz obogatenega urana, pri katerem je s posebnimi metodami povečan delež 235U in je zato tako gorivo bolj učinkovito. Področje reaktorja, v katerem se nahaja gorivo, se imenuje sredica.
Za proženje cepitve so najbolj uspešni počasni nevtroni, katerih hitrost je nekaj tisočkrat manjša od hitrosti nevtronov, ki nastanejo pri cepitvi. Zato ima večina reaktorjev tudi posebno snov za upočasnjevanje oz. zaviranje nevtronov, ki se imenuje moderator. Nevtroni se najbolj učinkovito upočasnjujejo pri trkih z lahkimi jedri, zato so moderatorji narejeni iz elementov z začetka periodnega sistema. Ker mora moderator zgolj upočasnjevati nevtrone in jih ne tudi absorbirati (sicer bi jih zmanjkalo za verižno reakcijo), poleg tega pa imeti še vrsto drugih ugodnih fizikalnih in kemičnih lastnosti, je število možnih moderatorjev precej omejeno. Večina reaktorjev ima za moderator eno od naslednjih treh snovi: navadno vodo (H2O), težko vodo ali grafit. Težka voda se od navadne razlikuje v tem, da je v njej navadni (»lahki«) vodik 1H nadomeščen s »težkim« vodikom ali devterijem (2H ali D), ki ga je v naravnem vodiku zgolj 0.015 %. Izkaže se, da reaktorji, ki imajo za moderator grafit ali težko vodo, lahko obratujejo na naravni uran, medtem ko tisti na navadno vodo potrebujejo gorivo iz obogatenega urana, saj je absorpcija nevtronov v navadnem vodiku razmeroma velika.
Energija, ki se sprosti pri jedrskih reakcijah v reaktorju, se zelo hitro spremeni v toploto. Za njeno odvajanje poskrbi hladilo. Reaktorsko hladilo mora biti v tekočem ali plinastem stanju in tako kot moderator tudi hladilo ne sme pretirano absorbirati nevtronov. V mnogih primerih je hladilo hkrati tudi moderator, ni pa to nujno. Za hladila se največkrat uporabljajo navadna in težka voda ter plina CO2 in helij.
Vsak reaktor mora imeti tudi regulacijski sistem, s katerim zaženemo ter ustavimo reaktor in določamo moč reaktorja. Regulacijski sistem vsebuje snovi, ki so močni absorberji nevtronov (kadmij, bor, indij, srebro...).
Doslej so razvili že veliko število različnih vrst reaktorjev glede na namen uporabe. Tudi pri reaktorjih za proizvodnjo energije oz. pri jedrskih elektrarnah obstaja vrsta različnih izvedb, ki jih v glavnem lahko razdelimo glede na vrsto goriva, moderatorja in hladila.
Energija, sproščena pri jedrski reakciji, je vsaj milijonkrat večja od energije, ki se sprosti pri kemijski reakciji, kot je na primer kurjenje premoga. Energija se sprosti v obliki kinetične energije novonastalih delcev in gama sevanja.

### Konvencionalni del (turbina, generator, kondenzator)
Turbinski oz. konvencionalni del je del jedrske elektrarne, v katerem se toplotna energija pare pretvarja v mehansko delo in naprej v električno energijo. Sestavljajo ga zelo podobni sistemi in deli kot v termoelektrarni. Konvencionalni del sestavljajo:
- parna turbina,
- električni generator,
- kondenzator,
- sistem za hlajenje kondenzatorja (pretočno hlajenje ali hladilni stolpi ali oboje).

Parna turbina, električni generator in kondenzator se nahajajo v ločeni stavbi, ki jo imenujemo turbinska zgradba.
Parametri pare (temperatura, tlak, vlažnost) so v jedrski elektrarni nekoliko drugačni kot v konvencionalni termoelektrarni. Temu so prilagojene konvencionalne komponente jedrske elektrarne, ki zato niso povsem enake kot v termoelektrarni

## Zgodovina

### Razvoj reaktorjev
Izkoriščanje energije jedrske verižne reakcija temelji na znanstvenih odkritjih s področja jedrske fizike.
- 1896: Začetek jedrske fizike: Henry Becquerel odkrije, da uranova sol seva prodorne žarke.
- 1898: Marie in Pierre Curie ta pojav imenujeta radioaktivnost in izolirata radioaktivni element radij.
- 1932: James Chadwick odkrije nevtron, osnovni delec, ki igra izjemno pomembno vlogo v reaktorski fiziki.
- 1938: Otto Hahn in Fritz Strassmann obstreljujeta uran z nevtroni in odkrijeta reakcijo cepitve jeder urana.
- 2. december 1942: Steče prva nadzorovana verižna reakcija cepitve jeder v poskusni napravi, ki so jo imenovali Chicago Pile 1 (CP1). Izgradnjo naprave je vodil fizik Enrico Fermi. To je bil za današnje pojme zelo velik sestav iz urana in grafita. Prvo verižno reakcijo so vzdrževali 28 minut.
- Prva leta po odkritju verižne reakcije je bila jedrska energija uporabljana le v vojaške namene. Vendar pa so kmalu po vojni so pričeli z razvojem uporabe jedrske cepitve za proizvodnjo električne energije. Zelo pomemben je bil zakon o atomski energiji - Atomic Energy Act, ki ga je leta 1946 sprejel ameriški kongres. Z njim je bil omogočen razvoj civilne uporabe jedrske energije.
- 1951: Zasvetijo prve štiri žarnice, ki jih je napajala električna energija, proizvedena s pomočjo hitrega oplodnega reaktorja EBR-1 v Idaho Falls v ZDA. Reaktor EBR-1 je v resnici proizvajal toliko moči, da je bilo elektrike dovolj za celotno lokacijo.[12][13]
- Vzporedno poteka razvoj reaktorja, prvotno namenjenega pogonu podmornic. ZDA se osredotoči na izdelavo tlačnovodnega jedrskega reaktorja za pomorsko (zlasti podmorniško) rabo. Ta reaktor je kot gorivo uporabljal obogaten uranov oksid, hladila pa običajna (lahka) voda. Reaktor je pričel obratovati marca 1953 v laboratorijih Idaho National Laboratory (INL) ter leto pozeje, 1954, zapljuje prva podmornica na jedrski pogon na svetu, Nautilus. Energijo za pogon je dajal tlačnovodni reaktor.
- 1954: V kraju Obninsk v Sovjetski zvezi poženejo prvo jedrsko elektrarno na svetu APS-1. Imela je le 5 MW električne moči. Bila je moderirana z grafitom in je predstavljala zametek kasnejših elektrarn tipa RBMK (černobilski tip reaktorja). Zaprli so jo leta 2002 po 48 letih obratovanja.
- 1957: V ZDA poženejo prvo komercialno jedrsko elektrarno Shippingport. Njen tlačnovodni reaktor, ki ga je zgradila družba Westinghouse, je bil razvit iz podmorniškega reaktorja.

Konec petdesetih in v začetku šestdesetih let dvajsetega stoletja so tudi druge razvite industrijske države (Velika Britanija, Kanada, Francija, Nemčija, ...) postavile prve jedrske elektrarne in pripravljen je bil teren za njihovo široko komercialno uporabo.

Večina držav danes gradi elektrarne na podlagi tlačnovodnega tipa reaktorja (PWR – Pressurised Water Reactor) 69 % vseh trenutno delujočih reaktorjev), ostale elektrarne pa so, razen zelo redkih izjem, pretežno na osnovi vrelovodnega reaktorja (BWR – Boiling Water Reactor).

## Vloga jedrske elektrarne pri proizvodnji elektrike
Jedrska elektrarna ima zaradi svojega zanesljivega in neprekinjenega delovanja na polni moči ugoden vpliv na elektroenergetski sistem, saj zagotavlja:
- Zanesljivost oskrbe z električno energijo (energetska neodvisnost države),
- Ekonomsko stabilnost trga električne energije,
- Stabilnost elektroenergetskega sistema.

Obenem pa jedrska elektrarna pripomore tudi k zmanjšanju izpustov ogljikovega dioksida v ozračje, saj nadomešča fosilna goriva.
Jedrska energija ima veliko vlogo pri zmanjšanju izpustov ogljikovega dioksida (CO2), saj je trenutno edini tehnološko in ekonomsko razviti vir energije, ki je že dostopen in lahko v dovolj veliki meri nadomešča fosilna goriva (seveda je tak vir tudi hidroenergija, vendar je ta v veliki meri že izkoriščena). Primerjava sproščanja CO2 iz posameznih vrst elektrarn je na sliki 2 in iz nje je jasno razvidno, da jedrske elektrarne sproščajo zgolj nekaj odstotkov CO2, ki ga za enako količino proizvedene energije sprostijo termoelektrarne.

## Prednosti in slabosti jedrskih elektrarn
| | Investicijski stroški | Delovanje in vzdrževanje | Gorivo | Emisije | Seštevek [eur/MWh] |
| --- | --------------------- | ------------------------ | ------ | ------- | ------------------ |
| Jedrska elektrarna | 20                    | 10                       | 5      | 0       | 35                 |
| Termoelektrarna (premog) | 11,5                  | 8                        | 26,2   | (18,6)  | 45,7 (64,6)        |
| Termoelektrarna (plin) | 6,2                   | 5                        | 40     | 8       | 51,2 (59,2)        |
| Vetrna elektrarna | 41,9                  | 11                       | 0      | 0       | 52,9               |
| Biomasa (les) | 23,9                  | 9                        | 40,6   | 0       | 73,6               |
| Opomba: vrednosti, ki vključujejo tudi stroške emisijskih kuponov, so v oklepajih. Nekatere študije sicer ugotavljajo, da višina posameznih stroškovlahko močno niha glede na dostopnost posameznega energetskega vira ter druge okoliščine v posamični državi. |                       |                          |        |         |                    |

Pri vrednotenju prednosti in slabosti jedrskih elektrarn je poleg ekonomskih dejavnikov (ki so nakazani v tabeli), zaradi možnega geografsko širokega vpliva morebitnih nesreč upoštevati tudi okoljske, politične in čustvene dejavnike.  
Prednosti jedrske energije: 
- Zagotavlja zanesljivo oskrbo z električno energijo, zmanjšuje odvisnost od uvoza energije iz drugih držav, zagotavlja električno energijo po konkurenčni ceni.
- Zagotavlja velike količine proizvedene energije glede na potrebne količine goriva.
- Ne povzroča izpustov toplogrednih plinov v ozračje, kot tudi ne preostalih škodljivih emisij s katerimi povečujemo učinek tople grede. V celotni življenjski dobi jedrske elektrarne je sproščanje CO2 mnogo manjše kot v primerjavi z drugimi tehnologijami. Pravimo, da ima jedrska energija majhen okoljski oz. ogljični (CO2) odtis.
- Omogoča nam širok spekter uporabnosti jedrske tehnologije na področju delovanja človeka, npr. v medicini, industriji in znanosti.
- Proizvodnja električne energije v jedrskih elektrarnah zmanjšuje odvisnost od uporabe fosilnih goriv za pridobivanje električne energije. Pomeni, da zmanjšujemo sproščanje CO2 v ozračje in tudi varčujemo z naravnimi rezervami fosilnih goriv.
- Zelo nizki stroški goriva. Ko je jedrska elektrarna zgrajena, so stroški proizvodnje energije relativno nizki. Pri jedrski elektrarni cena goriva predstavlja le majhen delež obratovalnih stroškov - npr. podvojitev cen urana na svetovnem trgu poviša ceno proizvodnje samo za 5 %.
- Jedrska elektrarna prispeva k nastanku novih delovnih mest. Zagotavlja delovna mesta med samo izgradnjo, kot tudi med dolgoletnim obratovanjem.

Kot vsaka tehnologija ima tudi jedrska nekaj pomanjkljivosti:
- Človeške napake so v preteklosti povzročile tri jedrske nesreče, ki so negativno vplivale na družbeno sprejemljivost jedrske energije.
- Pri pridobivanju jedrske energije nastajajo radioaktivni odpadki s katerimi je potrebno ravnati in upravljati zelo odgovorno.
- Možnost izpusta (uhajanja) radioaktivnih snovi v okolje zaznava javnost kot veliko tveganje.
- Cena investicije izgradnje jedrske elektrarne je visoka in se še povečuje zaradi vedno višjih varnostnih zahtev novejših tehnologij.
- Izgradnja jedrske elektrarne traja dalj časa v primerjavi z izgradnjo drugih elektrarn.
- Možnost zlorabe jedrske tehnologije za vojaške namene (jedrsko orožje).

- Nezmožnost hitrega prilagajanja obratovanja glede na trenutne potrebe v električnem omrežju.[17]

## Varnost v jedrskih elektrarnah
Jedrska varnost pomeni varstvo ljudi in okolja pred škodljivimi učinki ionizirajočih sevanj.
Na mednarodnem nivoju za jedrsko varnost skrbita predvsem Mednarodna agencija za jedrsko energijo s sedežem na Dunaju (IAEA; International Atomic Energy Agency)  ter Evropska skupnost za jedrsko energijo (EURATOM; European Atomic Energy Community). Po nesreči v Fukušimi je na ravni EU prišlo do stresnih testov vseh jedrskih elektrarn, ki so privedle do enotnih 4 sklopov ukrepov:
- oblikovanje enotnih ocen tveganj za primer naravne nesreče (potres, poplava, ekstremne vremenske razmere);
- preverjanje elektrarn glede odpornosti na naravne nesreče najmanj vsakih 10 let;
- izvedba možnih izboljšav reaktorskih posod;
- razširitev varnostne ocene tudi na izredne vremenske razmere.[19]

V Sloveniji za izvajanje nadzora deluje Uprava za jedrsko varnost.
V jedrskih elektrarnah širitev radioaktivnih snovi iz jedrskega goriva preprečujejo štiri zaporedne fizične pregrade, ki gorivo ločujejo od okolja.
- Prva pregrada: Jedrsko gorivo (tabletke iz uranovega dioksida UO2) že samo zadržuje radioaktivne snovi).
- Druga pregrada: Neprodušna kovinska srajčka, ki obdaja gorivne tabletke.
- Tretja pregrada: Tlačna meja reaktorskega sistema (reaktorska posoda, cevovodi, primarna črpalka, uparjalnik, komponente za fizično ločitev primarnega sistema od okolice).
- Četrta pregrada: Zadrževalni hram, ki jedrski reaktor in primarni sistem ločuje od zunanjega okolja.[1]

Jedrske elektrarne imajo tudi varnostne sisteme, ki blažijo posledice nesreč. Ti sistemi so samostojni in ločeni od sistemov za normalno obratovanje (proizvodnjo električne energije) ter so tipično vsaj podvojeni. Varnostni sistemi v vsaki naslednji generaciji reaktorjev težijo k dodajanju števila pregrad ter pasivni varnosti in avtonomnosti (samodejno reagiranje ter neodvisnost od zunanjih energetskih virov).
Splošna percepcija varnosti jedrskih elektrarn v javnosti je močno odvisna od nesreč na tem področju (po vsaki nesreči hitro pade in se le počasi nato zopet povečuje) ter terorističnih groženj, učinkovitosti možnih rešitev za varno odstranitev odpadkov ter odstranitvi možnosti zlonamerne uporabe jedrskih materialov (v tem vrstnem redu po padajoči pomembnosti). Sprejemljivost jedrske energije se sicer poveča ob omenjanju pozitivnih učinkov na globalno segrevanje, razlagi varnostnih ukrepov ter ugotavljanju o nezmožnosti sledenja proizvodnje povečani potrošnji električne energije. Prav tako je stopnja sprejemljivosti jedrskih elektrarn višja v državah, ki že imajo izkušnje z jedrsko energijo. Statistično jedrsko energijo bolj podpirajo moški kot ženske, tisti s sredinsko politično opredelitvijo; podpora narašča tudi s stopnjo izobrazbe ter starostjo. Na splošno prebivalci ne zaupajo vladnim ustanovam ter medijem, temveč bolj znanstvenikom, nevladnim organizacijam za zaščito okolja ter organizacijam za zaščito potrošnikov.

### Najbolj znane jedrske nesreče
V zgodovini civilne izrabe jedrske energije so v povezavi z jedrskimi elektrarnami najbolj znane tri nesreče:
Černobil, 1986
Največja jedrska nesreča do sedaj se je zgodila 26. aprila 1986 v jedrski elektrarni Černobil (reaktor 4) v Ukrajini, takratna Sovjetska zveza. Reaktor je bil tipa RBMK, ki za hlajenje uporablja vodo pod visokim tlakom, za moderator pa grafit, električna moč reaktorja je bila 1000 MW. Do eksplozije v jedrski elektrarni je prišlo, ko se je med poskusi na enem od štirih jedrskih reaktorjev pričelo taliti jedro. 
Posledice nesreče:
- 47 ljudi je umrlo.
- Približno 4000 otrok je zbolelo za rakom ščitnice; devet jih je umrlo, ostale so pozdravili.
- Ocenjujejo, da bo med skupno 600.000 reševalci in prebivalci najbolj kontaminiranih področij še približno 4000 ljudi umrlo za rakom in levkemijo zaradi sevanja. To je približno 3 % smrti zaradi spontanega raka, ki ni povezan s černobilskim sevanjem.
- Razen znotraj 30-kilometrskega izključitvenega območja so ravni sevanja večinoma normalni.

- Okoli 200 ljudi je bilo izpostavljenih močnemu sevanju, 32 pa jih je umrlo v roku nekaj mesecev. Več kot 350.000 ljudi so po nesreči preselili iz kontaminiranega okolja.
- Radioaktivnost je ostala velik problem in nemogoče je z gotovostjo oceniti, koliko ljudi je umrlo zaradi posrednih posledic nesreče. Po mednarodni lestvici jedrskih nesreč (INES) je černobilska nesreča označena s številko 7.

Fukušima, 2011
Izredno močnemu potresu 9. stopnje po Richterjevi lestvici je 11. marca 2011 na Japonskem sledil izjemen popotresni morski val oz. cunami, ki je bil kar 8 metrov višji od projektno predvidenih. Sam potres in cunami sta povzročila smrt 15.842 ljudi, 5890 je bilo poškodovanih in 3485 pogrešanih. Potres sicer ni poškodoval varnostnih sistemov elektrarne, je pa cunami poplavil jedrsko elektrarno Fukušima Daiči s šestimi vrelnimi reaktorji in onesposobil njene varnostne sisteme.
Potek nesreče:
- Zaradi poplavitve jedrske elektrarne so trije reaktorji ostali brez hlajenja.
- Gorivo se je zaradi pregrevanja poškodovalo.
- Ob pregrevanju goriva je nastal vodik.
- Vodik je povzročil eksplozijo v reaktorski stavbi.
- V okolico so se sprostile radioaktivne snovi.

Posledice nesreče: Neposredne smrti zaradi sevanja niso bile opažene. Z upoštevanjem linearnega modela posledic sevanja brez praga, bi lahko sevanje privedlo do 130 presežnih smrti v prihodnosti, vendar je znano, da ima pri nizkih dozah sevanja ta model velike negotovosti in tipično preceni učinke sevanja. 70 tisoč ljudi so pred sprostitvijo radioaktivnosti evakuirali iz 30-kilometrskega kroga. Del evakuiranih območij je že varnih za normalno bivanje. Količina sproščenega sevanja je bila 10-krat nižja kot v Černobilu, na srečo pa je tudi glavnino radioaktivnega oblaka odneslo nad nenaseljeni Tihi ocean.
Po fukušimski nesreči so bile v svetu in Sloveniji izvedene analize odpornosti jedrskih elektrarn na ekstremne dogodke in uvedene izboljšave varnostnih lastnosti elektrarn. Precej držav je ustavilo gradnjo ali celo uporabo obstoječih jedrskih elektrarn, toda zaradi rastočih cen električne energije (vojna v Ukrajini, nezanesljivost alternativnih  virov) o ponovni rabi jedrske energije razmišlja tudi Japonska.
Otok treh milj, 1979
Jedrska nesreča na Otoku treh milj (Three Mile Island) se je zgodila 28. marca 1979 v ameriški zvezni državi Pensilvanija. Tip reaktorja je bil tlačnovodni reaktor (PWR), kakršna je tudi NEK električna moč reaktorja je bila 906 MW
Potek nesreče:
- Skozi zataknjen ventil je začela puščati reaktorska hladilna voda.
- Operaterji niso pravilno ocenili nezgode in so izklopili dobro delujoč varnostni sistem za zasilno hlajenje sredice.
- Izguba reaktorskega hladila je povzročila taljenje sredice.
- Ostanke sredice je zadržala nepoškodovana reaktorska posoda.
- V zadrževalni hram je ušel le majhen del radioaktivnih snovi.

Posledice nesreče: Nesreča ni imela radioloških učinkov na okolje in prebivalstvo. Povzročila je uvedbo niza varnostnih ukrepov pri obstoječih in poznejših novih jedrskih elektrarnah z namenom, da se podobna nesreča ne bi več zgodila.